# Băneasa (Costanza)
Băneasa è una città della Romania di 5 496 abitanti, ubicata nel distretto di Costanza, nella regione storica della Dobrugia.
Fanno parte dell'area amministrativa anche le località: Făurei, Negrueni, Tudor Vladimirescu.
Storicamente documentata nel 1750 con il nome Parachioi, Băneasa era un punto d'incontro dei mercanti che attraversavano la Dobrugia.

A partire dal 1850 ottenne la propria indipendenza amministrativa, prima come parrocchia e poi come comune. Băneasa ha ottenuto lo status di città nel 2004.
Economicamente la città è prettamente agricola, mentre le attività industriali sono soprattutto rappresentate da aziende di trasformazione dei prodotti agricoli, in particolare industria casearia e servizi di magazzinaggio dei cereali.

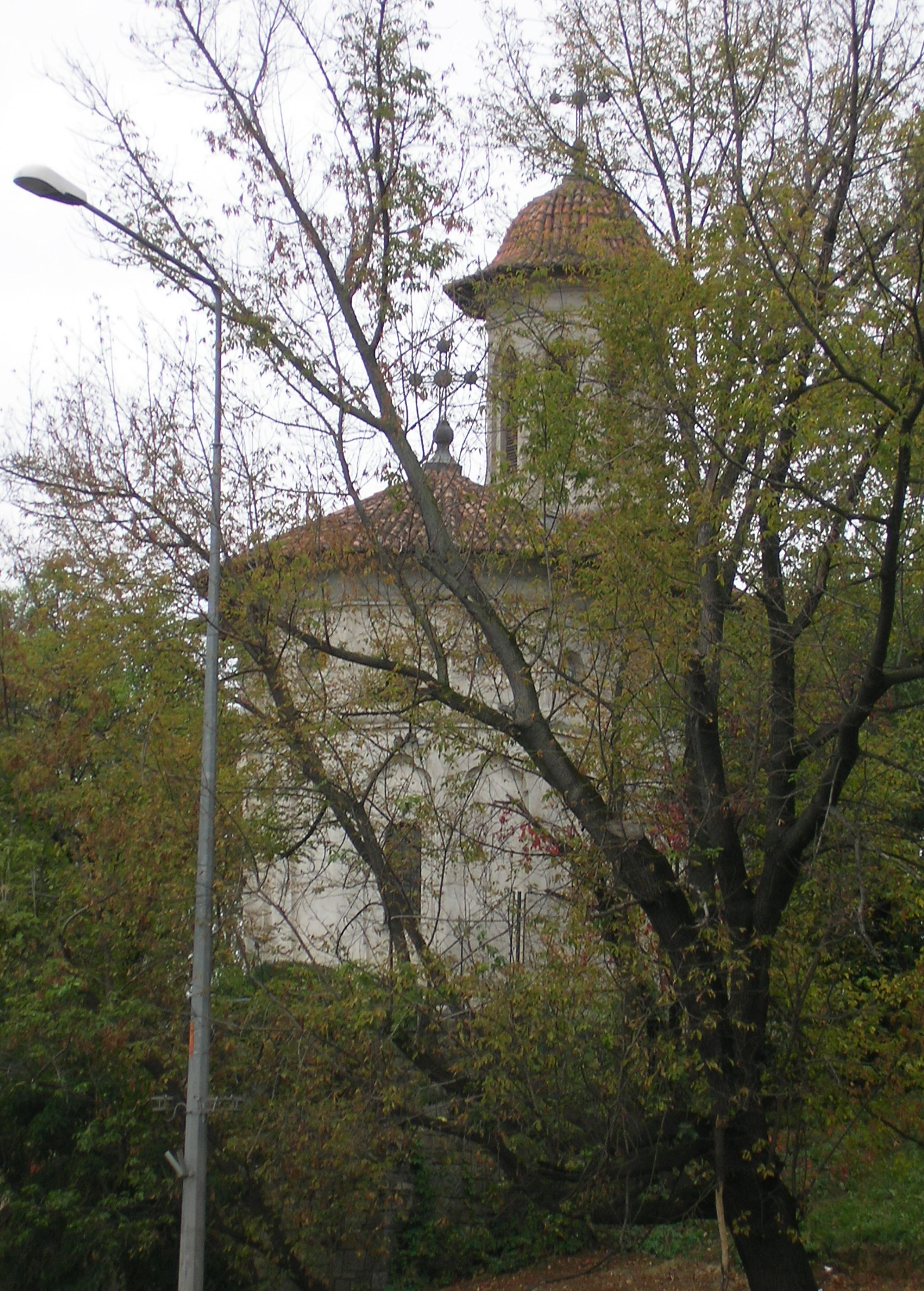
La chiesa ortodossa